# Кріс Паттен
Крістофер Френсіс Паттен, барон Паттен з Барнса (англ. Christopher Francis Patten, Baron Patten of Barnes; нар. 12 травня 1944, Клівлі, Ланкашир, Велика Британія) — британський політик, який був 28-м і останнім губернатором Гонконгу з 1992 по 1997 рік і головою Консервативної партії з 1990 по 1992 рік. У 2005 році він став довічним пером, а з 2003 року є ректором Оксфордського університету.

## Біографія
Кріс Паттен народився 12 травня 1944 року в графстві Ланкашир, Велика Британія, в ірландській католицькій сім'ї музичного видавця, чиї предки приїхали до Англії з графства Роскоммон, Ірландія. Батько Паттена, Френк, джазовий барабанщик, який став видавцем популярної музики, і його мати Джоан відправили його в католицьку початкову школу в Грінфорді, а потім в незалежну школу Святого Бенедикта в Ілінгу, Західний Лондон, де він виграв виставку з читання сучасної історії в коледжі Балліол в Оксфорді.
Після закінчення з відзнакою другого класу в 1965 році і отримання стипендії Куліджа в США Паттен працював у кампанії тодішнього республіканського мера Нью-Йорка Джона Ліндсея, де він повідомляв про телевізійний виступ суперника Вільяма Френка Баклі-молодшого. Він працював у Консервативній партії з 1966 року, спочатку в якості адміністратора, а потім директора (з 1974 по 1979 рік) відділу консервативних досліджень.
Паттен був кандидатом від Консервативної партії на загальних виборах в Ламбет-Сентрал в лютому 1974 року, але програв кандидату від Лейбористської партії Маркусу Ліптону. Він був обраний членом парламенту від Бата в 1979 році і служив до тих пір, поки не був зміщений в 1992 році.
Паттен був призначений парламентським заступником секретаря відділення в Північній Ірландії в червні 1983 року. У вересні 1985 року він був призначений державним міністром у Міністерстві освіти і науки, а у вересні 1986 року був призначений міністром з питань розвитку за кордоном у Міністерстві закордонних справ і у справах Співдружності.
У 1989 році він був призначений в Кабінет міністрів Великої Британії в якості державного секретаря з питань навколишнього середовища і став відповідальним за непопулярні громадські збори (або так званий «Подушний податок»). Хоча в той час він рішуче захищав цю політику, в своїй книзі 2006 року Not Quite the Diplomat (опублікованій в США під назвою Cousins and Strangers: America, Britain and Europe in the New Century) він стверджує, що вважав це помилкою з боку Маргарет Тетчер. Він також представив і провів через парламент основні законодавчі акти, які стали законом про охорону навколишнього середовища 1990 року.
У 1990 році Джон Мейджор зробив Паттена Канцлером герцогства Ланкастер і головою Консервативної партії, взявши на себе відповідальність за організацію кампанії з переобрання Консервативної партії на майбутніх загальних виборах. Як голова партії, він широко вважався головним архітектором дещо несподіваної перемоги консерваторів на загальних виборах 1992 року. Однак на цих виборах він програв своє незначне місце в Баті кандидату від ліберальних-демократів Дону Фостеру. Поразка Паттена була пов'язана з такими факторами, як подушний податок.

## Губернатор Гонконгу
Якби Паттен був переобраний в 1992 році, деякі вважали, що він був би винагороджений призначенням на посаду міністра закордонних справ, хоча в своїй автобіографії Джон Мейджор сказав, що він зробив би Паттена Канцлером скарбниці.
Паттен відхилив пропозиції про новий пост і замість цього в липні 1992 року став 28-м і останнім губернатором Гонконгу до передачі суверенітету Китаю 30 червня 1997 року. Йому дали офіційне китайське ім'я Панг Дін-хонг (кит. 彭定康). На відміну від більшості попередніх губернаторів Гонконгу, він не був кар'єрним дипломатом з Міністерства закордонних справ Великої Британії, хоча і не був першим колишнім депутатом парламенту, який став губернатором Гонконгу.
Перебування Паттена на посаді зіткнулося з кількома різними проблемами, оскільки багато хто в Гонконзі все ще не оговталися від різанини на площі Тяньаньмень кількома роками раніше. Однак широка публіка поставилася до нього позитивно. Він зробив кроки, щоб зв'язатися з жителями колонії, і був відомий своєю схильністю до публічних прогулянок по Гонконгу, а також в центрі уваги засобів масової інформації. Гонконг прозвав його Товстим Пангом (кит. 肥彭), що зробило його єдиним губернатором, що має широко визнане китайське прізвисько.
Найбільш суперечливі дії Паттена в Гонконзі пов'язані з виборчою реформою 1994 року. Члени LegCo, які повернулися в 1995 році, спочатку повинні були служити після передачі, тим самим забезпечуючи інституційну спадкоємність протягом усього переходу Гонконгу в КНР. Пекін очікував, що для обрання цієї ради буде використовуватися використання функціональних виборчих округів з обмеженим числом виборців, однак Паттен розширив визначення функціональних виборчих округів, і, таким чином, практично кожен гонконгець зміг проголосувати за так званих побічно обраних членів Законодавчої ради.
Законодавча рада вперше стала повністю обраним законодавчим органом у 1995 році і значно розширила свої функції та організації протягом останніх років колоніального правління.
Дії Паттена зазнали різкої критики з боку пропекінських політичних партій Гонконгу. Законодавча рада, обрана при губернаторі Паттені, була розпущена після передачі Гонконгу КНР і замінена тимчасовою законодавчою радою, яка не мала ніяких демократичних функцій до тих пір, поки вибори не були проведені відповідно до попередніх правил в 1998 році.
1 липня 1997 року він відправив телеграму: «Я відмовився від управління цим урядом. Боже, Бережи Королеву». Це ознаменувало кінець британського правління в Гонконзі. Після церемонії передачі він покинув місто разом з принцом Чарльзом на борту британської королівської яхти HMY Britannia. Було відзначено, що Паттен весь день був у сльозах, особливо після своєї промови в Тамарі. З тих пір він зазначив, що його губернаторство в Гонконзі було щасливим часом для нього особисто, оскільки він поділився цим досвідом зі своєю дружиною і дітьми.
З 1998 по 1999 рік він очолював Незалежну комісію з охорони правопорядку в Північній Ірландії, більш відому як Patten Commission, яка була створена в 1998 році в рамках Белфастської угоди. 9 вересня 1999 року комісія підготувала свою доповідь під назвою «A New Beginning: Policing in Northern Ireland» і відома в народі як Patten Report, в якій містилося 175 символічних і практичних рекомендацій. Цей звіт призвів до розформування Королівської поліції Ольстера і створення Поліцейської служби Північної Ірландії. Він є співголовою Міжнародної кризової групи, що курирує багато міжнародних операцій. Він також є членом Фонду глобального лідерства, організації, яка працює над просуванням благого управління в усьому світі. 23 травня 2005 року він був призначений Кедбері невиконавчим директором.

## Єврокомісар
У 1999 році він був призначений одним з двох членів Сполученого Королівства в Європейську комісію в якості єврокомісара із зовнішніх зв'язків, де він відповідав за програми розвитку і співробітництва союзу, а також за зв'язок з Хав'єром Соланою, Верховним представником Європейського Союзу з питань закордонних справ і політики безпеки. Він обіймав цю посаду в Комісії Проді з 23 січня 2000 року по 22 листопада 2004 року. Паттен спостерігав за багатьма кризами в галузі європейської зовнішньої політики, особливо за нездатністю Європейського Союзу виробити спільну єдину політику до війни в Іраку в 2003 році. Хоча він був висунутий на посаду президента наступної комісії в 2004 році, він не зміг заручитися підтримкою Франції та Німеччини.
Згідно з інформацією WikiLeaks, Паттен перебував у Москві в квітні 2004 року і завершив консультації міністрів ЄС і Росії в Брюсселі. Він вважає, що ЄС став надмірно залежним від російських поставок енергоносіїв і повинен активніше взаємодіяти з країнами Кавказу і Центральної Азії, щоб диверсифікувати поставки.
Паттен був найбільшим прихильником у комісії зі вступу Туреччини до Європейського Союзу.
Згідно з інформацією посольства США в Брюсселі (опублікованою WikiLeaks в листопаді 2010 року): Паттен сказав у квітні 2004 року, що президент Росії Володимир Путін виконав хорошу роботу для Росії в основному через високі світові ціни на енергоносії, але у нього були серйозні сумніви в характері цієї людини. Попередивши, що «Я не кажу, що гени є визначальними», Паттен потім сказав ще «Він здається цілком розумною людиною, коли обговорює Близький Схід або енергетичну політику, але коли розмова переходить на Чечню або Ісламський екстремізм, очі Путіна перетворюються в очі вбивці».

### Університетські ролі та підвищення до пера
Паттен був ректором Ньюкаслського університету з 1999 по 2009 рік. У 2003 році він був обраний ректором Оксфордського університету.
У 2016 році, після студентського руху за винещиння статуї Сесіла Родса з коледжу в Оксфорді, як це сталося в Південній Африці, Паттен сказав, що студенти Оксфорда, яким не подобається Сесіл Родс, повинні «подумати про те, щоб отримати освіту в іншому місці».
11 січня 2005 року Паттен отримав титул довічного пера як барон Паттен з Барнса, з Барнса в лондонському районі Річмонд-на-Темзі.

### Голова Фонду BBC Trust
За порадою Першим урядом Девіда Кемерона, Паттен був призначений генерал-губернатором у раді в якості Голови Фонду BBC Trust і вступив на посаду 1 травня 2011 року замість сера Майкла Лайонса, чий контракт не був продовжений.

## Особисте життя
Паттен одружився з Лавандою Торнтон, адвокатом, 11 вересня 1971 року. У них три дочки.
29 вересня 2005 року він опублікував свої мемуари Not Quite the Diplomat: Home Truths About World Affairs. У жовтні 2009 року Паттен був головним гостем Щколи Дун в Деградуні, Індія, яка є членом конференції директорів і директорок шкіл Сполученого Королівства.
Паттен є католиком і курирував візит Папи Римського Бенедикта XVI до Сполученого Королівства у вересні 2010 року. У 2010 році «The Tablet» назвала його одним з найвпливовіших католиків Великої Британії.
У лютому 2010 року Паттен був призначений президентом з надання медичної допомоги палестинцям, але в червні 2011 року пішов у відставку.
У 2014 році папа Франциск призначив Паттена головою органу, який консультуватиме Ватикан щодо стратегії в галузі засобів масової інформації та про те, як поводитися з пресою, в якому він залишався до 2016 року.

## Нагороди
У 1998 році королева Єлизавета II нагородила його Орденом кавалерів пошани.
У 2003 році він отримав почесний ступінь доктора філософії в Університеті Бата. У вересні 2005 року він був обраний видатним почесним членом Коледжу Мессі в Університеті Торонто (єдина людина, обрана таким чином, за винятком ректора Кембриджського університету та Единбурзького університету, герцога Единбурзького).
У листопаді 2016 року Паттен був проведений в кавалери Ордена Почесного легіону.

### Книги
- Patten, Chris (1983). The Tory Case. Longman Higher Education. ISBN 0-582-29612-9.
- Letters to Hong Kong. Hong Kong: Information Services Department. (1997)
- East and West: The Last Governor of Hong Kong on Power Freedom and the Future. McClelland & Stewart. (1998) ISBN 978-0-7710-6974-1.
- Not Quite the Diplomat: Home Truths About World Affairs. Allen Lane. (2005) ISBN 0-7139-9855-5.
- Cousins and Strangers: America, Britain, and Europe in a New Century. Times Books. (2006) ISBN 0-8050-7788-X.
- What next? Surviving the Twenty-First Century. Allen Lane. (2008)
- First Confession: A Sort of Memoir. Allen Lane. (2017) ISBN 978-0-241-27559-7.